# GeForce 600 series
La serie GeForce 600 è una famiglia di GPU sviluppata da Nvidia, usata in PC desktop e portatili.

## Caratteristiche
La serie GeForce 600 comprende schede con i processori con micro-architettura "Kepler" realizzata con processo produttivo a 28nm.
Attraverso il modulo hardware integrato NVENC SIP è stato garantito al software PureVideo HD di quinta generazione (VP5) il supporto alla decodifica, oltre ad MPEG-1/MPEG-2 (raggiungendo la risoluzione di 4032x4048 pixels), h.264 (raggiungendo la risoluzione di 4032x4080 pixels), WMV9/VC-1, anche all'encoding del formato video compresso AVCHD (h.264) alla profondità di colore Main8 (8 bit) nel solo profilo YUV4:2:0 fino alla risoluzione di 1080p ad una velocità 8 volte più rapida (240fps) rispetto a quella di decoding (30fps).
Il supporto DirectX era totalmente compatibile con la versione 11.1, mentre l'OpenCL con la versione 1.1 (successivamente 1.2), le API OpenGL con la versione 4.5 (successivamente 4.6) e introducendo per la prima volta il supporto alle Vulkan con la versione 1.0. La tecnologia di gestione della fisica CUDA arriva alla versione 3.0.
Le caratteristiche prestazionali della GPU Kepler di prima generazione più spinta (GK104) sono da attribuirsi al modello GTX680 con 3,0904 TFLOPS in singola precisione (FP32) e 1.287,6 GFLOPS in doppia precisione (FP64 in GK110 ottenuti come: FP32/24); 32,2 GPixel/s di Pixel Rate e 128,8 GTexel/s di Texel Rate. Questo chip era caratterizzato da: 3,54 milioni di transistor, 1536 Shading Units, 128 Texture Mapping Units, 32 Render Output Processors, 1.536 CUDA Cores (Single Precision), 64 CUDA Cores (Double Precision), un TDP di 195 Watt, un die di 294mmq, il supporto al PCI-Express 3.0 x16, 4.096 MB GDDR5 con un bus di 256bit per un memory bandwidth di 192,3 GB/s.
Le uscite video supportate dalla GTX680 prevedevano, oltre la DVI Dual-Link, la HDMI 1.4b e la DisplayPort 1.2 tutte con supporto HDCP 2.0.